# (4951) Iwamoto
(4951) Iwamoto – planetoida z pasa głównego asteroid.

## Odkrycie
Planetoida została odkryta przez japońskich astronomów Yoshikane Mizuno i Toshimasę Furutę z obserwatorium Kani w dniu 21 stycznia 1990 roku. Nazwa planetoidy pochodzi od Masayuki Iwamoto (ur. 1954), odkrywcy kilku małych ciał w Obserwatorium Tokushima. Przed jej nadaniem planetoida nosiła oznaczenie tymczasowe (4951) 1990 BM.

## Orbita
Orbita (4951) Iwamoto nachylona jest do płaszczyzny ekliptyki pod kątem 7,5°. Na jeden obieg wokół Słońca ciało to potrzebuje 3 lat i 143 dni, krążąc w średniej odległości 2,26 j.a. od Słońca. Mimośród orbity dla tego ciała to 0,16.

## Właściwości fizyczne
Iwamoto ma średnicę ok. 4 km. Jego jasność absolutna to 13,4m. Jest to planetoida typu S.

## Księżyc planetoidy
Astronomowie z różnych obserwatoriów (Badlands Observatory, Ondrejov Observatory, Modra Observatory, Carbuncle Hill Observatory, Sonoita Research Observatory, Obserwatorium w Charkowie, McDonald Observatory, Ironwood Observatory, Leura Observatory, Skalnate Pleso, Shed of Science Observatory i Pic du Midi) donieśli na podstawie obserwacji zmian jasności krzywej blasku (4951) Iwamoto o odkryciu w towarzystwie tej planetoidy księżyca. Informacja o odkryciu podana została w maju 2007 roku. Satelita ma szacunkowe rozmiary ok. 3,5 km. Odległość pomiędzy obydwoma składnikami to ok. 30 km, a okres orbitalny 118 godzin.
Księżyc został tymczasowo oznaczony S/2007 (4951) 1.